# Антон Карл фон Йотинген-Валерщайн
Йозеф Антон Карл фон Йотинген-Валерщайн (на немски: Joseph Anton Carl von Oettingen-Wallerstein; * 28 юни 1679 във Валерщайн; † 14 април 1738 във Виена) е граф на Йотинген-Валерщайн в Швабия, Бавария.

## Произход
Той е син на граф Филип Карл фон Йотинген-Валерщайн (1640 – 1680) и съпругата му графиня Еберхардина София Юлиана фон Йотинген-Йотинген (1656 – 1743 в Шилингсфюрст), най-малката дъщеря на граф Йоахим Ернст фон Йотинген-Йотинген (1612 – 1659) и третата му съпруга пфалцграфиня Анна София фон Пфалц-Зулцбах (1621 – 1675).

## Фамилия
Антон Карл фон Йотинген-Валерщайн се жени на 24 януари 1702 г. в Нойбург на Дунав за графиня Мария Агнес Магдалена Фугер фон Глот (* 21 октомври 1680, Глот; † 17 юни 1753, Аугсбург), дъщеря на Франц Ернст Фугер фон Кирхберг-Вайсенхорн фон Глот (1648 – 1711) и графиня Мария Терезия фон Йотинген-Катценщайн (1651 – 1710). Те имат децата:
- Мария Тереза Йохана Еберхардина (* 12 май 1705, Валерщайн; † 15 декември 1771, Регенсбург), омъжена на 21 ноември 1752 г. за фрайхер Йохан Христоф фон Форстер цу Бургленгенфелд († 10 декември 1757)
- Мария Августа Йохана (* 28 юли 1708, Валерщайн: † 1720)
- Ернст Лудвиг Нотгер Игнац (* 21 октомври 1709, Валерщайн: † 1720)
- Франц Ернст (* 25 декември 1713; † 7 октомври 1717, Аугсбург)
- Йохан Карл Фридрих (* 10 юни 1715, Аугсбург; † 16 юли 1744 убит в битка при Щутгарт), граф на Йотинген-Валерщайн; женен на 13 август 1741 г. в Мюнхен за графиня Мария Анна Йозефа Фугер цу Кирхберг (* 21 май 1719; † 11 януари 1784)
- Карл Йозеф (* 27 юли 1716; † 1 октомври 1717, Аугсбург)
- Филип Карл Доминик Адам Ото Мария Бенедикт Антон (* 17 март 1722, Аугсбург; † 14 април 1766, Валерщайн), граф на Йотинген-Валерщайн, женен на 21 февруари 1746 г. в Хоен-Балдерн за графиня Шарлота Юлиана фон Йотинген-Балдерн (* 25 октомври 1728; † 2 януари 1791)